# ジョーブログ
ジョーブログ（1991年9月17日 - ）は、日本のYouTuber。西成区を中心に、ディープな場所へ潜入する動画を主に配信。2018年に1試合のみプロボクサーとして試合に出場。大阪府大阪市生野区（猪飼野）出身。本名は金沢 仁宏。

## 略歴
韓国人の父と日本人の母との間に、大阪府大阪市生野区に在日韓国人として生まれる。高校生時代にボクシングジムに通っていた。高校卒業後は、ママチャリでの日本一周旅行や、無一文でのアメリカ横断、無人島でのサバイバル生活、路上で資金を集めてバーを立ち上げるなどしていた。
2019年3月26日、クラウドファンディングで資金を募り、新宿区にバー「READY GO」をオープンし、2020年6月30日に閉店。2021年4月1日からは大阪市西成区で「西成ホルモンレディゴー」をオープンした。2023年9月、西成区に1,000万円を寄付し、11月1日に大阪市長より感謝状を受領した。

### ボクサーとして
2017年5月7日に配信された『亀田興毅に勝ったら1000万円』(AbemaTV)で亀田興毅と対戦する4人の1人に一般公募で選ばれる。亀田と対戦し、3RTKOで敗戦。対戦後、戦いぶりを評価され亀田の指導の下3か月でプロボクサーになることを目指す。9月1日に行われたプロテストでは不合格になったものの、同月26日に行われた2度目のプロテストで合格し、プロボクシングライセンスを取得。
2017年7月30日、ディファ有明で行われたTHE OUTSIDER 第47戦に総合格闘技ルールで参戦し、１R２分２９秒　レフリーストップにて敗退する。
2018年1月1日、プロボクシングデビュー戦と引退試合を兼ねて、所属する協栄ボクシングジムの主催興行で試合を行い、ヤノ・ジョンと対戦し判定勝ち。試合後、プロ挑戦時からの一試合限りで引退するという公言通り、プロボクサーを引退。

## YouTuberとして
2014年にYouTubeチャンネル「ジョーブログ【CRAZY CHALLENGER】」を開設。当初は広告収入で牛丼1杯食べる事を目標にしていた。アメリカ大陸やアフリカ大陸縦断の海外放浪の旅で人気を得る。2017年12月、ジョーブログのファンであることを公言していたEXILEのATSUSHIがゲスト出演した。
2019年3月に渋谷のスクランブル交差点の真ん中に放置したベッドで寝た動画を自身のYouTubeチャンネルに投稿し、交通を妨げたとして道路交通法違反の疑いで同月13日に警視庁に書類送検された。炎上系YouTuberとして活動する方針であったが、これを反省して活動路線を廃墟探訪系に変更。コロナ禍以降は、廃墟、廃村、歴史的建造物などへの探訪が増える。チャンネル視聴者からの依頼を受けてその場所を探訪し、調査する。北朝鮮、スラム街、暴力団事務所など、場合によっては生命の危険に晒され得るような場所へも訪れている。
2022年4月4日には在日韓国人であった過去、日本に帰化していたことなどを公表した。

### 盗作問題
2023年11月、交通・土木・廃墟の解説系YouTuber「もへじ」から一部の動画内容が酷似していることを指摘された。これを受け、サブチャンネルの動画内で、もへじを参考にした事は認めつつ「企画はパクられてなんぼやと思う。パクられたらラッキーやと思ったほうがいい」「メントスコーラ然りやけど、みんなやってるやん。伸びるもんは、みんなやるもんやと思ってて。その中で自分のアレンジとオリジナルを効かすっていうのがYouTuber」と反論。これに対しもへじは「それはあくまでもジョーブログさんから見た意見であり、本件について私は幸せだと感じていません。ひどく傷つきました」と発言。また、ジョーブログが動画を削除せず限定公開にしていることについても「私は強い不快感を覚えました」と話した。

### 西成家族
大阪府大阪市西成区で主にYouTuberとして活動するメンバーとともに西成家族（にしなりかぞく）として活動していた。居住地である西成の地で年齢層もバラバラな人物同士が家族のような関係で動画に登場するようになったことから「西成家族」と呼ばれるようになったものであり、グループとして結成されたものではなく、あくまで寄り合い的な関係である。カメラマンのちんやとは東京都内で出会っている。その他、経営している『レディゴー』に中年の男性店員や若い女性店員がおり、動画にも頻繁に登場するが、彼らをメンバーと見做すかどうかは議論が分かれている。2023年8月23日に投稿した動画にて「西成家族」としての活動休止を発表した。

#### メンバー
- ジョーブログ （1991年9月17日 - ） - メンバーの中心人物。
- 坂田佳子 （1972年12月26日 - ） - ジャズシンガー。福井県小浜市出身。
- きんちゃん （1974年～1975年 - ） - 飲食店『淡路屋』経営者。元暴力団構成員。本名は大前孝志[16]。和歌山県出身。
- はなげのおばちゃん - 飲食店経営者。大阪府大阪市出身。
- ちんや - カメラマン。関西出身。動画内で普通に喋っているが、撮影担当なので本人が動画に顔出しで登場することは一切ない。

## 戦績

### プロボクシング
| プロボクシング 戦績 | プロボクシング 戦績 | プロボクシング 戦績 | プロボクシング 戦績 | プロボクシング 戦績 | プロボクシング 戦績 | プロボクシング 戦績 |
| ------------------- | ------------------- | ------------------- | ------------------- | ------------------- | ------------------- | ------------------- |
| 1 試合              | (T)KO               | 判定                | その他              | 引き分け            | 無効試合            |                     |
| 1 勝                | 0                   | 1                   | 0                   | 0                   | 0                   |                     |
| 0 敗                | 0                   | 0                   | 0                   | 0                   | 0                   |                     |

| 戦 | 日付         | 勝敗 | 時間 | 内容    | 対戦相手                 | 国籍       | 備考                    |
| -- | ------------ | ---- | ---- | ------- | ------------------------ | ---------- | ----------------------- |
| 1  | 2018年1月1日 | ☆    | 4R   | 判定3-0 | ヤノ・ジョン（駿河男児） | フィリピン | プロデビュー戦 引退試合 |

### ボクシングエキシビション
| 戦 | 日付         | 勝敗 | 時間 | 内容 | 対戦相手 | 国籍 | 備考                               |
| -- | ------------ | ---- | ---- | ---- | -------- | ---- | ---------------------------------- |
| 1  | 2017年5月7日 | ★    | 3R   | TKO  | 亀田興毅 | 日本 | AbemaTV 亀田興毅に勝ったら1000万円 |

### キックボクシング
| キックボクシング 戦績 | キックボクシング 戦績 | キックボクシング 戦績 | キックボクシング 戦績 | キックボクシング 戦績 | キックボクシング 戦績 | キックボクシング 戦績 |
| --------------------- | --------------------- | --------------------- | --------------------- | --------------------- | --------------------- | --------------------- |
| 1 試合                | (T)KO                 | 判定                  | その他                | 引き分け              | 無効試合              |                       |
| 0 勝                  | 0                     | 0                     | 0                     | 0                     | 0                     |                       |
| 1 敗                  | 0                     | 1                     | 0                     | 0                     | 0                     |                       |

| 勝敗 | 対戦相手 | 試合結果     | 大会名        | 開催年月日    |
| ×    | としぞう | 延長判定 0-5 | BreakingDown6 | 2022年11月3日 |

## ディスコグラフィー

### シングル
| No.               | リリース       | Music Video   | タイトル     | 名義         | 規格        | 収録アルバム | 備考 |
| On The Road       | On The Road    | On The Road   | On The Road  | On The Road  | On The Road | On The Road  | On The Road |
| ----------------- | -------------- | ------------- | ------------ | ------------ | ----------- | ------------ | --- |
| -                 | 2019年11月13日 | 2019年11月8日 | OVER DRIVE   | ジョーブログ | Digital     |              | YouTubeチャンネル『音箱〜OTOHAKO〜』出演時に動画内で作成                                                                                                  |
| 1st               | 2020年7月11日  | 2020年7月15日 | READY GO     | ジョー       | Digital     |              | |
| 2nd               | 2020年9月10日  | 2017年10月4日 | 挑戦         | ジョー       | Digital     |              | |
| 3rd               | 2020年9月10日  | -             | 路上に咲く花 | ジョー       | Digital     |              | |
| 4th               | 2020年11月1日  | 2020年11月2日 | 戻らない日よ | ジョー       | Digital     |              | |
| 5th               | 2021年3月31日  | 2021年4月11日 | 2年後の未来  | ジョー       | Digital     |              | |
| NEW WORLD RECORDS |                |               |              |              |             |              | |
| 6th               | 2025年7月30日  |               | 未来へ一歩   | ジョー       | Digital     |              | ワンマンライブに向けた楽曲。 大阪から東京まで自転車でチケットを手売りながら旅をするYouTubeライブを実施し、 一部始終をミュージック・ビデオに使用している。 |